# Сан Грегорио ди Катанија
Сан Грегорио ди Катанија (итал. San Gregorio di Catania) је насеље у Италији у округу Катанија, региону Сицилија.
Према процени из 2011. у насељу је живело 5100 становника. Насеље се налази на надморској висини од 339 м.

## Становништво
Према резултатима пописа становништва 2011. у општини је живело 11.497 становника.
| 1931. | 1936. | 1951. | 1961. | 1971. | 1981. | 1991. | 2001.  | 2011.  |
| ----- | ----- | ----- | ----- | ----- | ----- | ----- | ------ | ------ |
| 2.114 | 2.125 | 2.281 | 2.883 | 3.680 | 8.043 | 9.169 | 10.366 | 11.497 |